# イオンモール札幌平岡

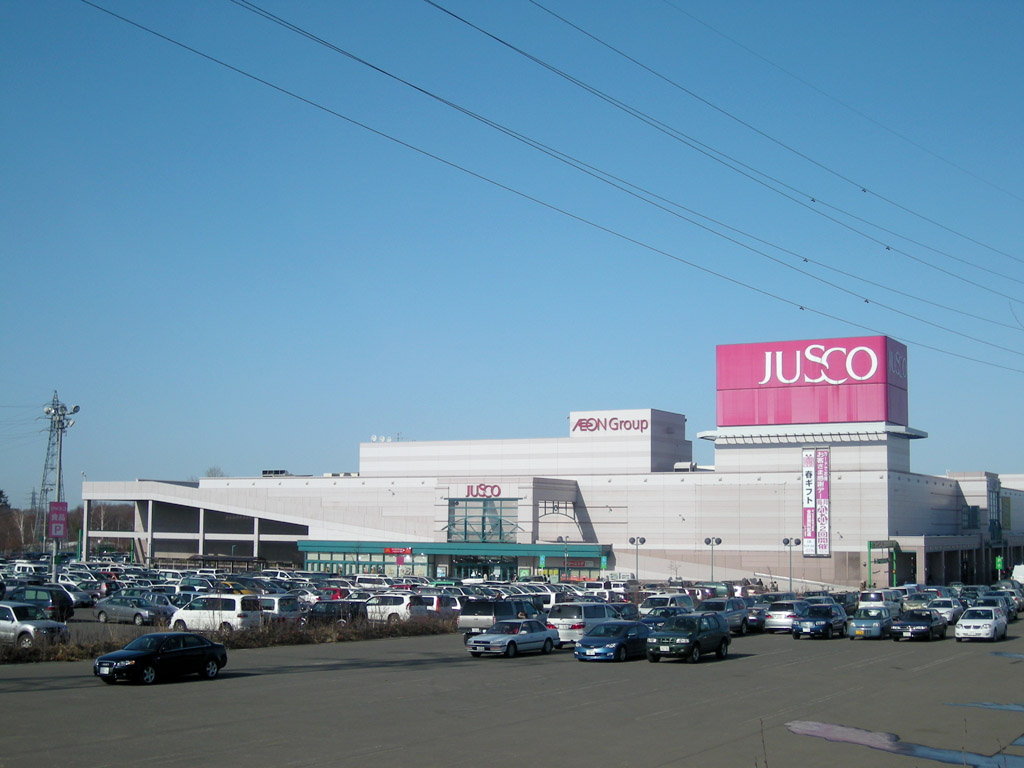
イオン札幌平岡ショッピングセンター時代の外観（2008年3月）

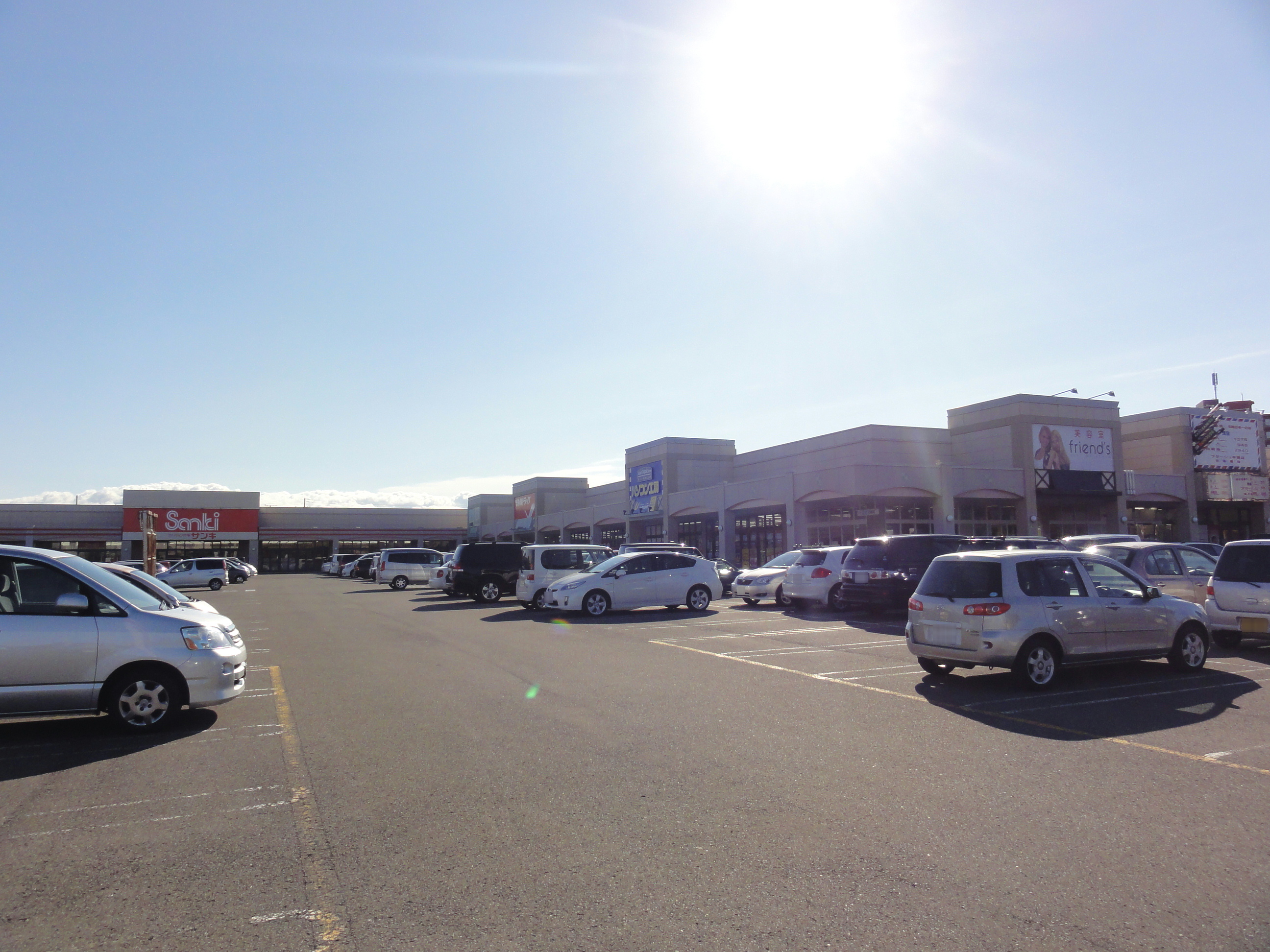
イオンタウン札幌平岡の外観（2012年8月）

イオンモール札幌平岡（イオンモールさっぽろひらおか）は、北海道札幌市清田区平岡に所在するイオン北海道運営のモール型ショッピングセンターである。
本項では、至近に所在するイオンタウン札幌平岡（イオンタウンさっぽろひらおか）についても説明する。

## 概要
旧北海道拓殖銀行の野球場・総合運動場跡地に建設され、道央圏における初の店舗として開店。照明学会照明普及賞受賞。
2階建ての専門店街部分は吹き抜けになっており、さらに天井がガラス張りになっている。139,916m²もの広大な敷地には、2,600台分の平面駐車場が設けられている。
駐車場はYOSAKOIソーラン祭りの会場として使われる。
店舗を北側に増築し、49,200m²まで増床する計画があるが、これに必要な建築基準法の例外規定適用を札幌市が不許可としている。
2010年11月に上部の看板を「JUSCO」から「ÆON」に変更。さらに店舗ブランドの統合に伴い、2011年3月に核店舗の「ジャスコ札幌平岡店」は「イオン札幌平岡店」に名称変更された。道内でジャスコの看板が上部に掲げられていたのは当店と北海道1号店の釧路昭和店のみであった。
2011年11月21日、イオン札幌平岡ショッピングセンターからイオンモール札幌平岡に名称変更した。
北野通（平岡2-5交差点）を挟んだ反対側にはイオンタウン札幌平岡が立地する。

## 主なテナント
核店舗のイオン札幌店のほか、約90のテナントが出店している。
出店テナントの一覧・詳細情報は公式サイト「フロアガイド」を、営業時間およびATMを設置する金融機関の詳細は公式サイト「インフォメーション」を参照。

### 1階
- もりもと（洋菓子・ベーカリー）
- ATMコーナー
- anyFAM
- DHC 直営店
- イオン銀行
- カメラのキタムラ
- smaPla（AMO'S STYLEは閉店済み）
- earth music&ecology natural store
- COMME ÇA ISM
- 札幌平岡イオン郵便局
- エステール
- one's
- ORBENE
- a.v.v（アー・ヴェ・ヴェ）
- KALDI COFFEE FARM
- J!NS
- スターバックスコーヒー

### 2階
- レストラン街
- モーリーファンタジー
- サンリオギフトゲート
- Honeys
- 富士メガネ
- ikka THE BEAUTIFUL LIFE GREEN STORE
- ヴィレッジヴァンガード
- TAITO STATION
- 宮脇書店
- 島村楽器
- タカキュー
- ASBee
- Right-on
- ダイソー - 2020年4月11日開店[5]。イオンタウン札幌平岡にはすでに出店していたものの（後述）、それを閉店せずにイオンモール札幌平岡の中にも出店した[6]

## イオンタウン札幌平岡
イオンモール札幌平岡とは北野通を挟んだ斜め向かいに位置する。
テナントの店舗名としては「札幌」を省いた「イオンタウン平岡店」と呼称するものもある。
- ダイソー イオンタウン平岡店
- しゃぶ葉 札幌平岡店  - 開業当初は「ガスト」であり、すかいらーく系レストラン北海道一号店だった。2017年5月29日にすかいらーく傘下の「ニラックス」に運営を移管し、現業態にリニューアル。
- ツルハドラッグ 平岡店
- ファッション市場サンキ 平岡イオンタウン店
- 美容室フレンズ 平岡店
- イオンバイク 札幌平岡店[2]

過去のテナント
- パソコン工房イオンタウン平岡店 - 2025年2月11日閉店（同区美しが丘への移転のため）[7]。

## アクセス
バス路線
「イオンモール札幌平岡」停留所が北野通りと道道1138号線沿いの2ヶ所がある。すべて北海道中央バスが運行している。
| 系統             | 行先                                                |
| 北野通り         | 北野通り                                            |
| ---------------- | --------------------------------------------------- |
| 大66・大67       | 大谷地駅・平岡営業所（大67）                        |
| 道道1138号線沿い |                                                     |
| 福51・福52・福99 | 福住駅・ 里塚4条3丁目（福51）・東栄通（福52・福99） |
| 大69             | 大谷地駅・柏葉台団地                                |
| 月62             | 月寒中央駅                                          |

この他、周辺地区を巡回する無料送迎バスも運行されている。
詳細は公式サイト「アクセス（バスでお越しの方）」を参照。
自動車
- 道央自動車道札幌南ICより約5分。
- 駐車場の詳細は公式サイト「駐車場のご案内（車でお越しの方）」を参照。

## 周辺
- 北海道道1138号厚別平岡線（厚別中央通）
- 北野通
- 平岡公園
- 北海道札幌平岡高等学校
- 札幌市立平岡中学校
- 札幌市立平岡南小学校